# Faust et Méphistophélès
Faust et Méphistophélès je francouzský němý film z roku 1903. Režisérkou je Alice Guy (1873–1968). Film trvá zhruba dvě minuty a je volným dílem.
Film byl inspirován scénami z opery Faust od Charlese Gounoda (1818–1893), která měla premiéru v Paříži 19. března 1859.